# شاه ماهیگیر
فیشر کینگ (به انگلیسی: The Fisher King) فیلمی فانتزی و کمدی-درام است محصول سال ۱۹۹۱ به کارگردانی تری گیلیام. در این فیلم بازیگرانی همچون رابین ویلیامز، جف بریجز، مرسدس روئل، آماندا پلامر، مایکل جیتر، دیوید هاید پیرس، هری شیرر، جان دی لانسی، تام ویتس و کتی ناجیمی ایفای نقش کرده‌اند.

## خلاصه داستان
«جک لوکاس» (بریجز) گویندهٔ یک برنامهٔ رادیویی پس از آن که می‌فهمد یکی از شنوندگان برنامه اش تحت تأثیر حرف‌های او آدم کشته، کارش را رها می‌کند و الکلی می‌شود. شبی که «جک» قصد خودکشی دارد، مرد بی خانمانی به نام «پری» (ویلیامز) که قبلاً استاد دانشگاه بوده، نجاتش می‌دهد و می‌گوید که مأموریت دارد «جام مقدس» را پیدا کند.

## جوایز
این فیلم برنده اسکار بهترین بازیگر نقش مکمل زن و کاندیدای ۴ اسکار دیگر (کاندیدای اسکار بهترین موسیقی متن-کاندیدای اسکار بهترین طراحی هنری-کاندیدای اسکار بهترین فیلمنامه غیر اقتباسی-کاندیدای اسکار بهترین بازیگر نقش اول مرد) در سال ۱۹۹۲ شد.